# سده شانزدهم میلادی
| سده‌ها: | سده ۱۵ - سده ۱۶ - سده ۱۷                          |
| دهه‌ها: | ۱۵۰۰ ۱۵۱۰ ۱۵۲۰ ۱۵۳۰ ۱۵۴۰ ۱۵۵۰ ۱۵۶۰ ۱۵۷۰ ۱۵۸۰ ۱۵۹۰ |

سده ۱۶ میلادی یا قرن شانزدهم (میلادی) درتقویم گریگوری به فاصله سال‌های ۱۵۰۱ تا ۱۶۰۰ میلادی گفته می‌شود. کوپرنیک در این دوره با به چالش کشیدن نظریه ارسطو مبنی بر ثابت بودن زمین و مرکزیت زمین در جهان، ادعا کرد که زمین به دور خورشید می‌گردد و ثابت نیست. این نظریه بر خلاف آموزه‌های کلیسا بود و به همین دلیل به شدت از سوی روحانیون مطرود شد. انقلاب بازرگانی تحولاتی بود که بین دهه‌های بیست تا شصت قرن شانزدهم روی داد و منجر به گذار از شکل سنتی داد و ستد شد. در ایران، آغاز سده شانزدهم مصادف با تشکیل حکومت صفویان بوده است.

## رویدادها

### دههٔ ۱۵۰۰
- ۱۵۰۱: تشکیل حکومت صفویه در ایران و به قدرت رسیدن شاه اسماعیل صفوی
- ۱۵۰۲: جنگ ایران و ازبکان
- ۱۵۰۳-۱۵۰۷: لئوناردو دا وینچی نقاشی معروف مونالیزا را نقاشی کرد.
- ۱۵۰۷: اشغال هرمز توسط امپراتوری پرتغال
- ۱۵۰۹: نبرد دیو

### دههٔ ۱۵۱۰
- ۱۵۱۰: فتح گوا توسط پرتغالی‌ها
- ۱۵۱۱: شورش شاهقلی
- ۱۵۱۴ نبرد چالدران بین ایران و عثمانی.
- ۱۵۱۷ آغاز اصلاحات در کلیسای پروتستان پس از اقدامات مارتین لوتر.

### دههٔ ۱۵۲۰
- ۱۵۲۰ به تخت نشستن سلطان سلیمان اول و آغاز قدرت گرفتن امپراتوری عثمانی.
- ۱۵۲۶ آغار حکومت امپراتوری مغولی هند

### دههٔ ۱۵۳۰
- ۱۵۳۴ تسخیر بغداد توسط سپاه عثمانی.

### دههٔ ۱۵۵۰
- ۱۵۵۶ مرگبارترین زمین لرزه تاریخی در ایالت شانگژی چین.
- ۱۵۵۶ روسیه بندر آستراخان ایران را ضمیمه خاک خود کرد.
- ۱۵۵۶ اکبر شاه در هند به تخت نشست.

### دههٔ ۱۶۰۰
- ۱۶۰۰ تأسیس کمپانی هند شرقی بریتانیا

## شخصیت‌ها
- ویلیام شکسپیر

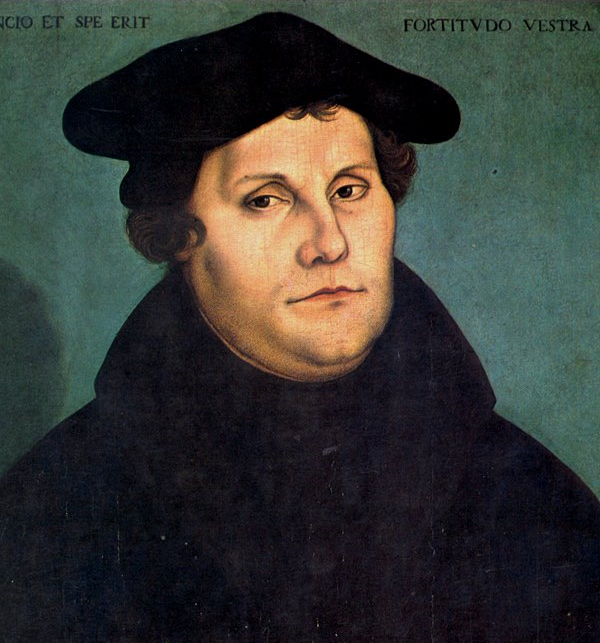
مارتین لوتر

- نیکولو ماکیاولی پدر علم سیاست و حقوق نوین
- سروانتس
- الیزابت اول در انگلستان.
- شاه اسماعیل صفوی در ایران
- سلطان سلیمان اول در عثمانی
- اکبر شاه در هند
- گالیله
- لئوناردو دا وینچی
- واسکو دو گاما اکتشافگر اسپانیایی.
- مارتین لوتر اصلاحگر کلیسا.
- نیکلاس کوپرنیک دانشمند لهستانی.
- هنری هشتم پادشاه انگلستان.
- نوسترآداموس پیشگوی فرانسوی.
- ماری یکم ملکه انگلستان.
- فرانسیس بیکن فیلسوف تجربه گرافرانسیس بیکن فیلسوف، دانشمند و حقوق دان انگلیسی بود و او را پدر تجربه گرایی می‌دانند و بسیاری او را محور اصلی تحول فکری در قرون وسطا می‌دانند.

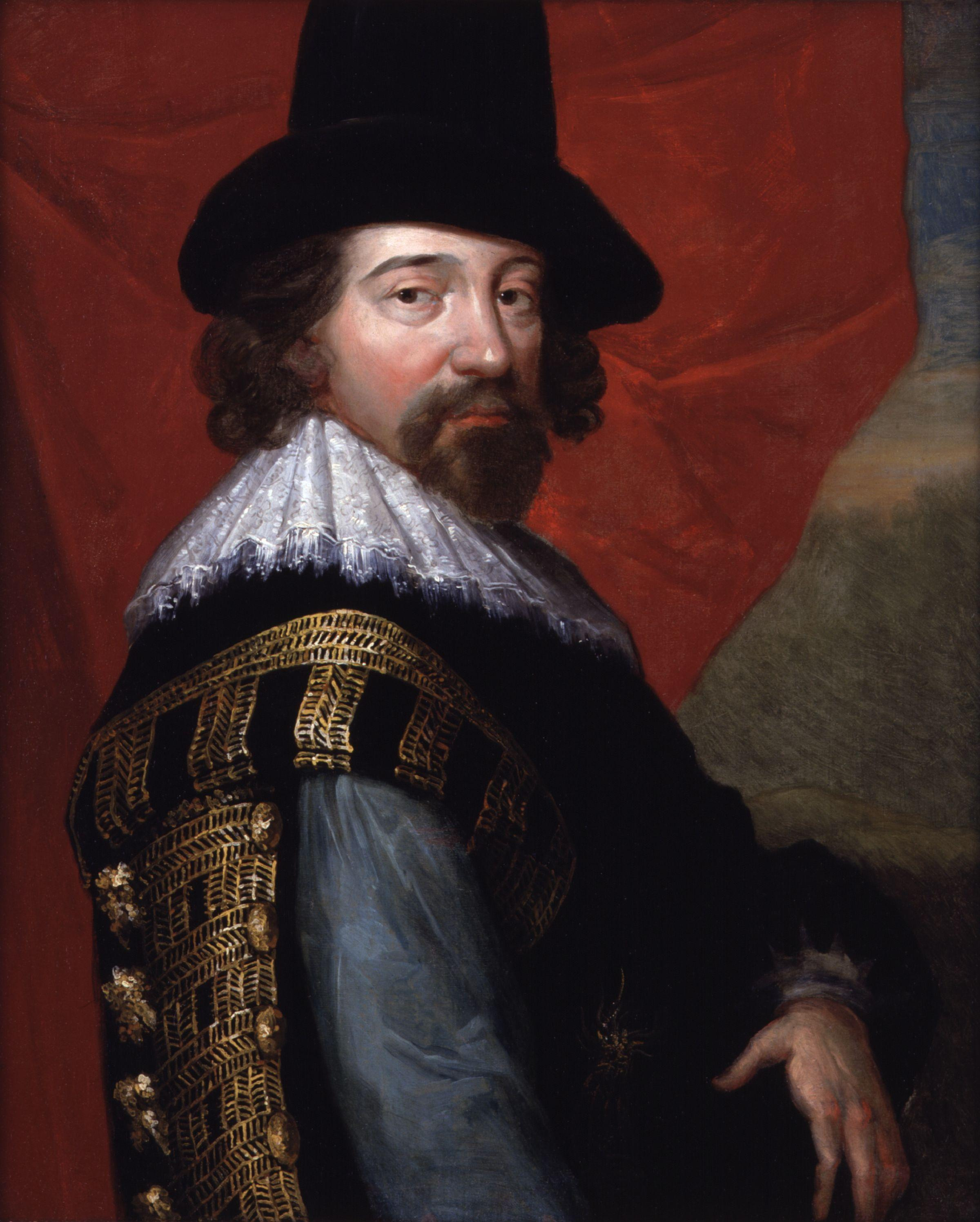
فرانسیس بیکن فیلسوف، دانشمند و حقوق دان انگلیسی بود و او را پدر تجربه گرایی می‌دانند و بسیاری او را محور اصلی تحول فکری در قرون وسطا می‌دانند.

- ژوزف ژوست اسکالیژر یکی از بزرگ‌ترین پژهشگرهای فرانسوی سده شانزده

## نوآوریها
- ابداع دماسنج توسط گالیله.
- رواج تقویم گریگوری در اروپا.
- عدد مختلط
- اپرا
- ساعت مچی
- افزودن حرف J به الفبای انگلیسی.

## دهه‌ها و سال‌ها
‎